# Kaliningrado
Kaliningrado (en ruso: Калининград, Kaliningrad), previamente conocida como Königsberg (pronunciado /ˈkøːnɪçsˌbɛɐ̯k/ (escucharⓘ)) es una ciudad portuaria de Europa Oriental perteneciente a Rusia tras su anexión en 1945 y situada en el exclave homónimo en la desembocadura del río Pregel, que desagua en la laguna del Vístula, comunicada a su vez con el mar Báltico por el estrecho de Baltiysk.
Es capital del óblast de Kaliningrado, que ocupa 15 100 km² y tiene una población de 482 443 habitantes (2019). Dicho óblast (región o provincia) se encuentra aislado del resto del territorio ruso, con fronteras al norte y al este con Lituania y al sur con Polonia, ambas miembros de la Unión Europea (UE).
Königsberg fue posesión prusiana hasta la unificación alemana en 1871, de la que pasó a formar parte. Tras la Primera Guerra Mundial, el territorio de la Prusia Oriental, junto con Königsberg, quedó aislado del resto de Alemania por el corredor polaco y la ciudad libre de Dánzig.
Durante la Segunda Guerra Mundial, concretamente en la ofensiva del Vístula-Óder entre enero y abril de 1945, se libraron combates en los alrededores de la ciudad entre el Ejército Rojo y fuerzas defensoras alemanas, que culminaron con la derrota alemana y la captura de casi 100 000 soldados alemanes, incluyendo cuatro generales, en la batalla de Königsberg en la que solo quedaron en pie las ruinas de algunos edificios. Antes de la llegada del Ejército Rojo, miles de habitantes de Prusia Oriental habían sido evacuados hacia el oeste para evitar las probables represalias de las tropas soviéticas.
Una importante institución educativa de la ciudad es la Universidad Estatal Immanuel Kant de Rusia. Es especialmente reconocida por sus estudios de matemáticas y astronomía.

## Toponimia
Kaliningrado fue fundada con el nombre de Königsberg en 1255 por el rey Otakar II de Bohemia (könig, 'rey', y berg, 'monte'; 'Monte del rey' en alemán). Durante el siglo XIX, y bien entrado el siglo XX, Königsberg se latinizaba en ediciones académicas como Regimonte.
Hoy en día, existe cierto debate acerca de que la ciudad vuelva a llevar su antiguo nombre, al igual que ha sucedido en varias ciudades de Rusia, como San Petersburgo y Tver, que durante gran parte del período soviético fueron conocidas como Leningrado y Kalinin, respectivamente. Sin embargo, parece seguro que se seguirá usando «Kaliningrado», al menos para los próximos años. «Kyonig» (forma abreviada del ruso para «Königsberg») se utiliza a menudo en la publicidad de las empresas turísticas de esta región. Otra posibilidad sería la de darle un nombre ruso similar al de otros nombres históricos eslavos.

## Historia
| Reino de Prusia     | 1657 - 1758     |
| Imperio ruso        | 1758 - 1763     |
| Reino de Prusia     | 1763 - 1918     |
| Imperio alemán      | 1871 - 1918     |
| República de Weimar | 1918 - 1933     |
| Alemania nazi       | 1933 - 1945     |
| Unión Soviética     | 1945 - 1991     |
| Rusia               | 1991 - presente |

Cultura de Narva

### Como Königsberg

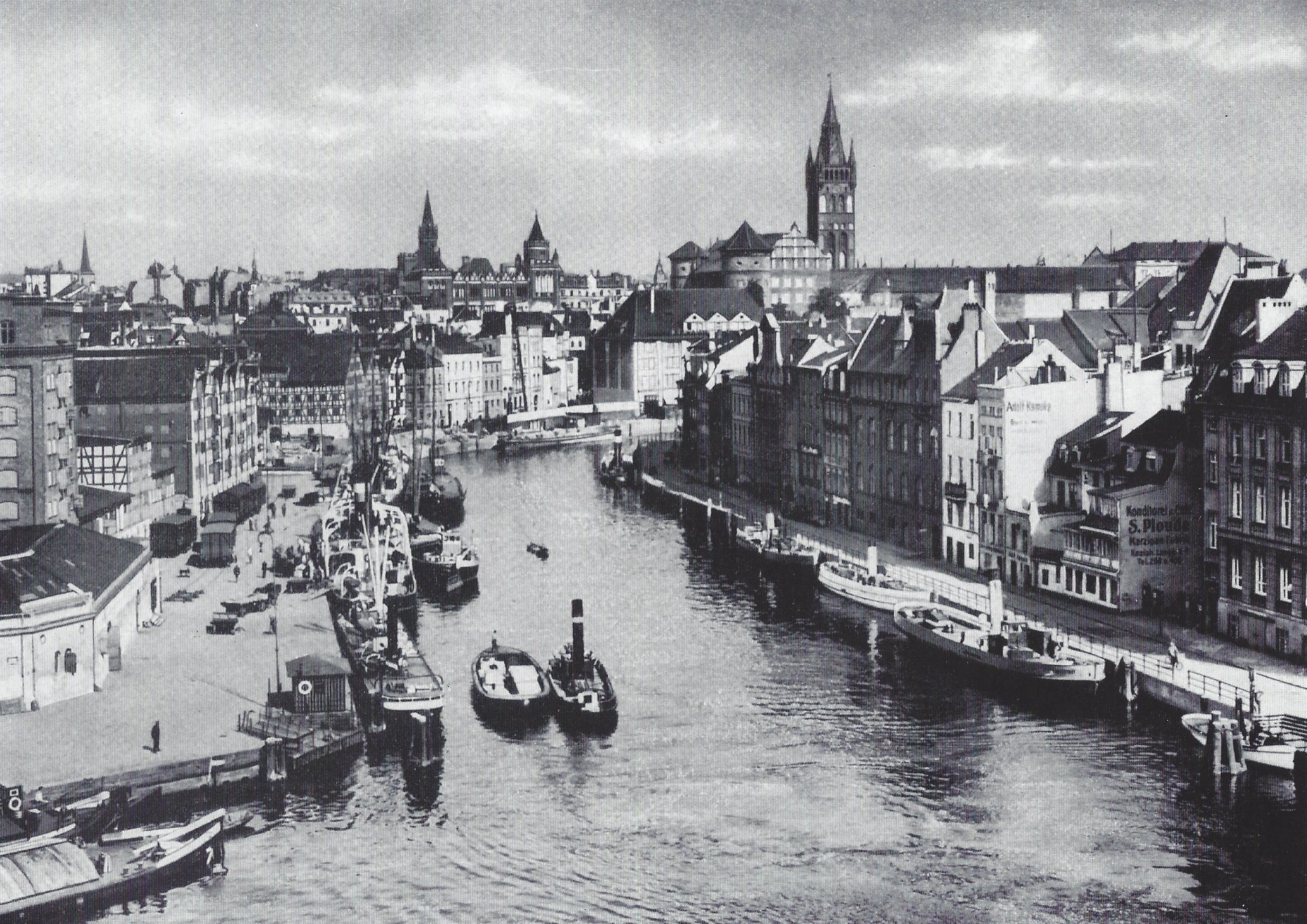
Antigua imagen de la Königsberg prusiana.

Königsberg fue fundada en 1255 en el sitio de la antigua Twangste, asentamiento prusiano de los caballeros teutónicos durante las Cruzadas del Norte, y fue nombrado en honor al rey Ottokar II de Bohemia. Con un puerto en el mar Báltico, la ciudad se convirtió posteriormente en la capital de su estado monástico y a partir de 1525 fue la capital del Ducado de Prusia hasta que la capital se trasladó a Berlín en 1701. A partir de entonces y hasta 1945, fue la capital de la región de la Prusia y posteriormente de Alemania, provincia de Prusia Oriental. 
Tratado de Königsberg (1384)
El Tratado de Königsberg lo firmaron en la ciudad que le da nombre el 30 de enero de 1384, durante la guerra civil lituana de 1381-1384, Vitautas el Grande y representantes de la Orden Teutónica. Vitautas se hallaba en guerra con su primo Jogaila, gran duque de Lituania y luego  rey de Polonia, y en consecuencia decidió coligarse con los Caballeros teutónicos. Para granjearse su auxilio en la contienda, les cedió Samogitia hasta el río Nevėžis y Kaunas. Jogaila les había ofrecido la región hasta el Dubysa en 1382, pero nunca llegó a ratificar el Tratado de Dubysa. La importancia de Samogitia para los Caballeros residía en que este territorio les separaba de la Orden Livonia, cuyos territorios lindaban con ella por el norte. Vitautas también se comprometió a hacerse vasallo de la Orden. En febrero varias comarcas samogitias se pronunciaron en favor de Vitautas y de los Caballeros.
Tratado de Königsberg (1656)

#### Segunda Guerra Mundial

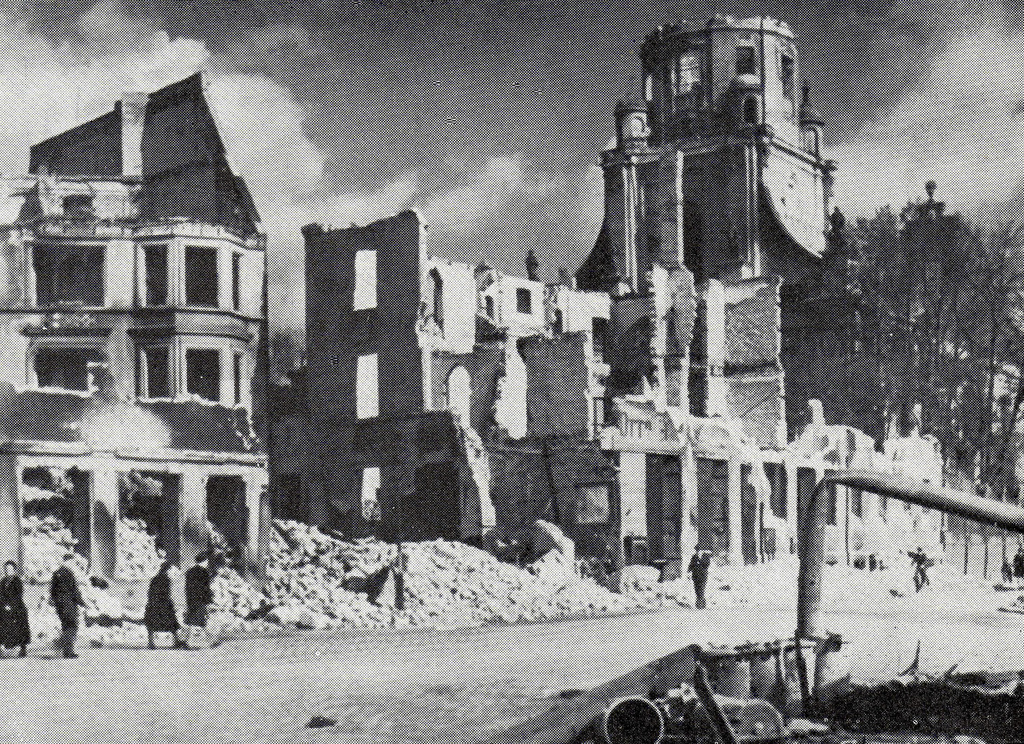
Ruinas como resultado de la guerra.

Bombardeo de Königsberg
Aunque la ciudad fue ocasionalmente bombardeada por la Fuerza Aérea Soviética, Königsberg fue primero atacada por el grupo N.º 5 Group RAF británico. Estuvo alejada del desarrollo de la mayor parte de la guerra, hasta la noche del 26 al 27 de agosto de 1944, fecha en que comenzó el bombardeo. La incursión aérea fue iniciada por un Avro Lancaster, mediante un ataque poco exitoso, pues la mayoría de las bombas cayeron en el lado este de la ciudad y cuatro aviones atacantes fueron derribados.
Tres noches después, del 29 al 30 de agosto, un grupo de 189 Lancasters del N.º 5 Group arrojaron 480 toneladas de bombas en el centro de la ciudad. El Comando de bombarderos de la RAF estimó que el 20% de toda la industria y el 41 % de las viviendas en Königsberg fueron destruidas. Un caza nocturno pesado de defensa alemán derribó a quince de los bombarderos, correspondiente al 7.9 % del total de la fuerza atacante.
El histórico centro de la ciudad, especialmente los distritos originales de Altstadt, Löbenicht y Kneiphof fueron casi destruidos, y la antigua Catedral del siglo XIV recibió parte del bombardeo. El Castillo de Königsberg, todas las iglesias de la antigua ciudad, la Universidad y las antiguas embarcaciones corrieron igual suerte.
Batalla de Königsberg

### Época soviética

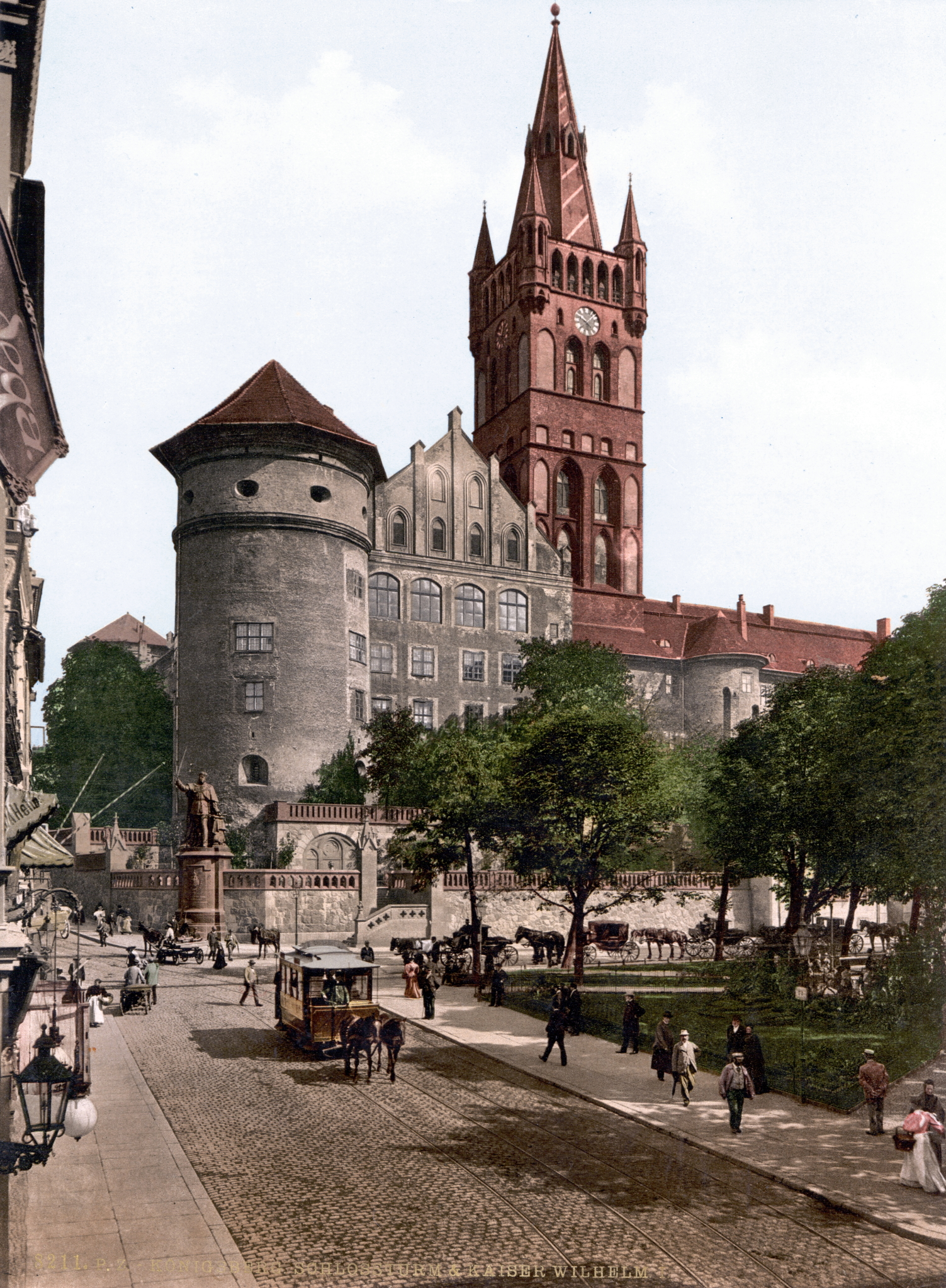
Castillo de Königsberg, destruido por las autoridades soviéticas por constituir un símbolo del fascismo y del militarismo prusiano.

Al finalizar la guerra, en la Conferencia de Potsdam, celebrada en el verano de 1945, se acordó el reajuste de las fronteras en Europa Oriental consistente en la anexión por parte de la Unión Soviética de los territorios polacos al este del río Bug. Como compensación, la República Popular de Polonia se anexionó las regiones alemanas de Silesia y Pomerania oriental. A su vez, la Prusia Oriental, perteneciente hasta entonces a Alemania, fue dividida en dos partes: la meridional se adjudicó a Polonia, mientras que la septentrional fue anexada por la Unión Soviética, incluyendo Königsberg, que fue rebautizada como Kaliningrad, en homenaje a Mijaíl Kalinin.
Un motivo estratégico por el cual Kaliningrado fue anexionada a la Unión Soviética tras 1945 fue la constante búsqueda del Estado soviético por acceder a puertos libres de hielo en invierno, tal como ocurre con el puerto de esta ciudad.
La mayoría de los residentes alemanes que quedaban al finalizar la guerra, estimados en 200 000 sobre una población de 316 000 en 1939, fueron expulsados de la ciudad. La URSS siguió entonces una política de rusificación del territorio, sin incorporar la región a la República Socialista Soviética de Lituania. Kaliningrado fue una de las principales bases navales soviéticas del Mar Báltico, junto con Riga y la isla de Kronstadt. Tras la disolución de la Unión Soviética y la independencia de Lituania en 1991, el territorio quedó bajo soberanía rusa y separado del resto de Rusia.

### Época postsoviética

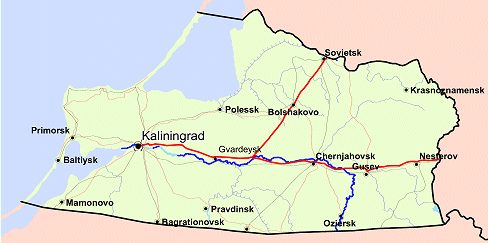
Mapa de Kaliningrado.

Tras la caída de la Unión Soviética, el óblast de Kaliningrado se convirtió en un exclave ruso geográficamente separado del resto de Rusia. Este aislamiento del resto de Rusia se acentuó aún tras la adhesión de Polonia y Lituania a la Unión Europea en 2004. Por esta razón, todos los rusos que quieren pasar de esta región al resto de Rusia tienen que hacerlo a través de Estados miembros de la Unión Europea, y requieren visado. El presidente Vladímir Putin declaró que este requerimiento de visa era una violación de la soberanía rusa, además, propuso la creación de una zona de libre comercio en la región, para convertir a Kaliningrado en el «Hong Kong del Báltico». Poco después, Rusia y Lituania llegaron a un acuerdo: los rusos que deseen cruzar Lituania recibirán un permiso especial para cruzar las fronteras ruso-lituanas.
En 2004, Alemania estableció su primera misión diplomática en la ciudad, lo que es interpretado como un signo de confianza entre Rusia y Alemania.
Según una encuesta realizada por el alcalde de Kaliningrado en 2005, el 18% de los habitantes respetan a Lenin, lo que motivó que se erigiera una estatua de Lenin en la ciudad.
En julio de 2007, el vicepresidente del Gobierno de Rusia Serguéi Ivánov declaró que si Estados Unidos desplegaba un escudo antimisiles en Polonia, se desplegarían armas nucleares en Kaliningrado. Kaliningrado es una importante base naval para Rusia, ya que es el único puerto ruso en el mar Báltico cuyas aguas no se congelan en invierno.
En 2018 Kaliningrado llegó a ser una de las ciudades organizadoras del Copa Mundial de Fútbol de 2018.

## Geografía

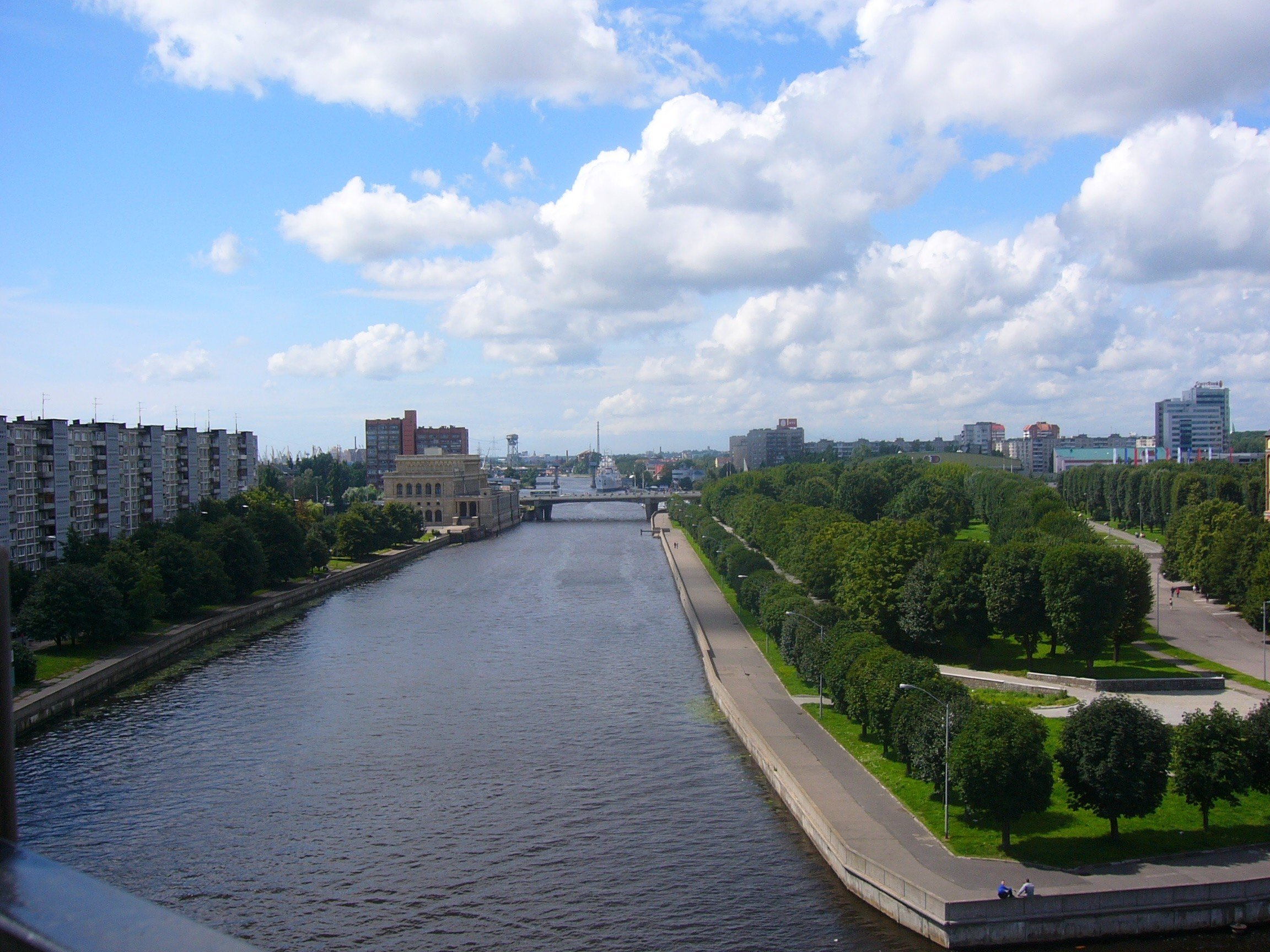
Río Pregolya a su paso por Kaliningrado.

La ciudad fue construida sobre el estuario del Pregolya (en ruso: Преголя; en alemán Pregel), río navegable que desemboca en la laguna del Vístula, un entrante natural del mar Báltico, ocupando las dos riberas del río, así como una isla central, el Kneiphof, cuya peculiar disposición inspiró el conocido problema matemático de los puentes de Königsberg planteado por Euler, y que aborda la ciencia de recorrer grafos y hallar los llamados caminos eulerianos.
El puerto está separado naturalmente del Báltico por la península de Samland, cerrando la laguna del Vístula (en alemán Frisches Haff). Un canal de 50 km de longitud conecta la ciudad al puerto marítimo de Baltiisk (Pillau). La península del Samland se frecuenta mucho en el verano debido a sus ciudades balnearias: Zelenogradsk (Cranz), Svetlogorsk (Rauschen), Yantarny (Palmenicken) y Pionerski (Neukuhren).

### Clima
Kaliningrado tiene un  clima templado frío, con inviernos fríos y nublados, y veranos suaves, con lluvias frecuentes. Las temperaturas medias oscilan entre -1,5 y 18,1 °C y las precipitaciones varían de 36,0 milímetros/mes a 97,0 milímetros/mes. En general se trata de un clima marítimo húmedo y, por lo tanto, variable y suave.
Las estaciones están claramente diferenciadas. La primavera comienza en marzo y, primero, es fría y con viento frecuente, para después convertirse en una época agradable y, a menudo, muy soleada. El verano comienza en junio, es predominantemente cálido (la temperatura puede alcanzar los 30-35 °C) con mucho sol intercalado con fuertes lluvias. Las horas de sol promedio anuales de Kaliningrado son 1 700, similar a otras ciudades del norte. Por su parte, julio y agosto son los meses más calurosos. El otoño comienza en septiembre y suele ser cálido y soleado los primeros días, mientras que el tiempo frío, la humedad y la niebla aparece a mediados o finales de octubre o noviembre. El invierno dura de diciembre a marzo e incluye los períodos de nieve. Enero y febrero son los meses más fríos y la temperatura suele bajar hasta -15 °C.
| Parámetros climáticos promedio de Kaliningrado (1991-2020) | Parámetros climáticos promedio de Kaliningrado (1991-2020) | Parámetros climáticos promedio de Kaliningrado (1991-2020) | Parámetros climáticos promedio de Kaliningrado (1991-2020) | Parámetros climáticos promedio de Kaliningrado (1991-2020) | Parámetros climáticos promedio de Kaliningrado (1991-2020) | Parámetros climáticos promedio de Kaliningrado (1991-2020) | Parámetros climáticos promedio de Kaliningrado (1991-2020) | Parámetros climáticos promedio de Kaliningrado (1991-2020) | Parámetros climáticos promedio de Kaliningrado (1991-2020) | Parámetros climáticos promedio de Kaliningrado (1991-2020) | Parámetros climáticos promedio de Kaliningrado (1991-2020) | Parámetros climáticos promedio de Kaliningrado (1991-2020) | Parámetros climáticos promedio de Kaliningrado (1991-2020) |
| Mes                                                        | Ene.                                                       | Feb.                                                       | Mar.                                                       | Abr.                                                       | May.                                                       | Jun.                                                       | Jul.                                                       | Ago.                                                       | Sep.                                                       | Oct.                                                       | Nov.                                                       | Dic.                                                       | Anual                                                      |
| ---------------------------------------------------------- | ---------------------------------------------------------- | ---------------------------------------------------------- | ---------------------------------------------------------- | ---------------------------------------------------------- | ---------------------------------------------------------- | ---------------------------------------------------------- | ---------------------------------------------------------- | ---------------------------------------------------------- | ---------------------------------------------------------- | ---------------------------------------------------------- | ---------------------------------------------------------- | ---------------------------------------------------------- | ---------------------------------------------------------- |
| Temp. máx. abs. (°C)                                       | 12.7                                                       | 16.9                                                       | 23.0                                                       | 28.5                                                       | 30.6                                                       | 34.0                                                       | 36.3                                                       | 36.5                                                       | 33.8                                                       | 26.4                                                       | 19.4                                                       | 13.3                                                       | 36.5                                                       |
| Temp. máx. media (°C)                                      | 1.1                                                        | 2.1                                                        | 6.1                                                        | 13.1                                                       | 18.2                                                       | 21.3                                                       | 23.5                                                       | 23.3                                                       | 18.4                                                       | 12.2                                                       | 6.2                                                        | 2.6                                                        | 12.3                                                       |
| Temp. media (°C)                                           | -1.2                                                       | -0.6                                                       | 2.4                                                        | 7.9                                                        | 12.7                                                       | 16.1                                                       | 18.5                                                       | 18.1                                                       | 13.5                                                       | 8.4                                                        | 3.9                                                        | 0.4                                                        | 8.3                                                        |
| Temp. mín. media (°C)                                      | -3.5                                                       | -3.0                                                       | -0.8                                                       | 3.4                                                        | 7.5                                                        | 11.3                                                       | 13.9                                                       | 13.3                                                       | 9.4                                                        | 5.2                                                        | 1.7                                                        | -1.8                                                       | 4.7                                                        |
| Temp. mín. abs. (°C)                                       | -32.5                                                      | -33.3                                                      | -21.7                                                      | -5.8                                                       | -3.1                                                       | 0.7                                                        | 4.5                                                        | 1.6                                                        | -2.0                                                       | -11.1                                                      | -18.7                                                      | -25.6                                                      | -33.3                                                      |
| Precipitación total (mm)                                   | 68                                                         | 54                                                         | 49                                                         | 38                                                         | 52                                                         | 69                                                         | 91                                                         | 91                                                         | 73                                                         | 86                                                         | 76                                                         | 69                                                         | 816                                                        |
| Nevadas (cm)                                               | 7                                                          | 7                                                          | 3                                                          | 0                                                          | 0                                                          | 0                                                          | 0                                                          | 0                                                          | 0                                                          | 0                                                          | 2                                                          | 5                                                          | 24                                                         |
| Días de lluvias (≥ 1 mm)                                   | 14                                                         | 13                                                         | 14                                                         | 14                                                         | 14                                                         | 16                                                         | 15                                                         | 16                                                         | 17                                                         | 18                                                         | 18                                                         | 16                                                         | 185                                                        |
| Días de nevadas (≥ 1 mm)                                   | 15                                                         | 15                                                         | 10                                                         | 3                                                          | 0.1                                                        | 0                                                          | 0                                                          | 0                                                          | 0                                                          | 1                                                          | 7                                                          | 13                                                         | 64.1                                                       |
| Horas de sol                                               | 35                                                         | 61                                                         | 120                                                        | 171                                                        | 253                                                        | 264                                                        | 257                                                        | 228                                                        | 158                                                        | 96                                                         | 38                                                         | 26                                                         | 1707                                                       |
| Humedad relativa (%)                                       | 85                                                         | 83                                                         | 78                                                         | 72                                                         | 71                                                         | 74                                                         | 75                                                         | 77                                                         | 81                                                         | 83                                                         | 86                                                         | 87                                                         | 79.3                                                       |
| Fuente n.º 1: Погода и климат                              |                                                            |                                                            |                                                            |                                                            |                                                            |                                                            |                                                            |                                                            |                                                            |                                                            |                                                            |                                                            |                                                            |
| Fuente n.º 2: NOAA (Horas de sol, 1961-1990)               |                                                            |                                                            |                                                            |                                                            |                                                            |                                                            |                                                            |                                                            |                                                            |                                                            |                                                            |                                                            |                                                            |

## Demografía
Simultáneamente con el desarrollo político y económico, la población de la antigua Königsberg ha ido aumentando constantemente. Alrededor de 1400 había aproximadamente 10 000 habitantes en la ciudad. En dos grandes epidemias de gripe de 1601 a 1602 y de 1709 a 1711 murió la cuarta parte de los habitantes. En 1813 la ciudad tenía 50 000 habitantes y en 1864 se alcanzó la cifra de 100 000 habitantes.
A través de numerosas incorporaciones ha ido aumentando la población hasta que en 1910 llegó a 246 000 habitantes. Después de la Primera Guerra Mundial se frenó el crecimiento, en 1925 había 280 000 residentes en la ciudad. En 1933 la población incrementó hasta los 316 000 en numerosas reorganizaciones. Poco antes del estallido de la Segunda Guerra Mundial, 372 000 personas habitaban en la entonces Königsberg. En junio de 1945, la población de la ciudad tras el impacto de la guerra —la huida y expulsión de la población alemana— era de 73 000.
A través de una solución orientada por la política soviética, la población rusa en la nueva ciudad de Kaliningrado se elevaba a 204 000 en 1959 y se duplicó para 1989. En 2005 había 435 000 residentes de Kaliningrado.
Los siguientes datos son estimaciones en su mayoría a 1813, desde 1819 hasta 2002 son los resultados de los censos en 2006.
| 1400    | 1663    | 1708    | 1711    | 1813    | 1819    | 1825    | 1831    | 1837    | 1840    | 1846    | 1852    | 1855    |
| ------- | ------- | ------- | ------- | ------- | ------- | ------- | ------- | ------- | ------- | ------- | ------- | ------- |
| 10 000  | 40 000  | 40 600  | 30 000  | 48 729  | 63 869  | 67 125  | 67 580  | 69 600  | 70 839  | 75 234  | 79 887  | 83 593  |
| 1858    | 1864    | 1871    | 1875    | 1880    | 1885    | 1890    | 1895    | 1900    | 1905    | 1910    | 1916    | 1917    |
| 87 267  | 101 500 | 112 092 | 122 636 | 140 909 | 151     | 161 666 | 172 796 | 189 483 | 223 770 | 245 994 | 229 007 | 224 758 |
| 1919    | 1925    | 1933    | 1939    | 1945    | 1956    | 1959    | 1970    | 1979    | 1989    | 2002    | 2006    | 2010    |
| 260 895 | 279 926 | 315 794 | 372 164 | 73 000  | 188 000 | 204 000 | 296 962 | 354 788 | 401 280 | 430 003 | 423 651 | 431 402 |

## Economía

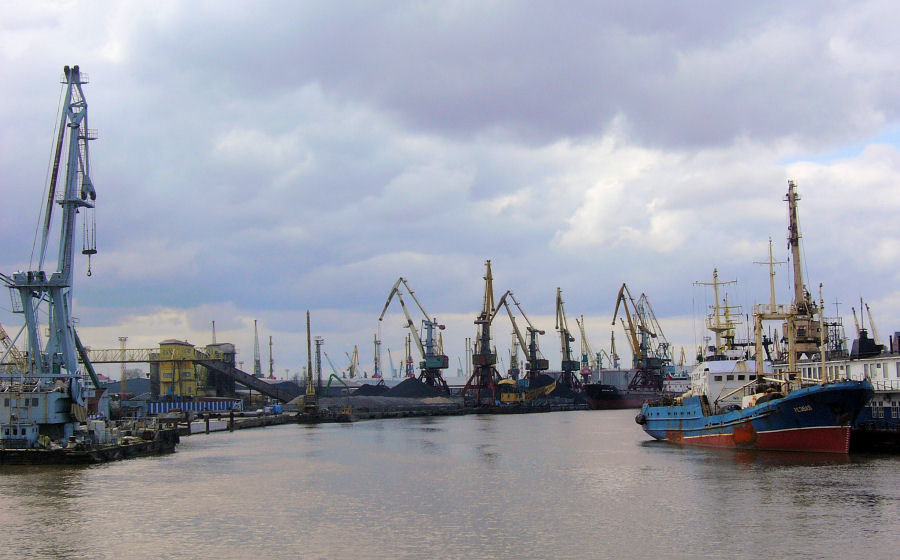
Puerto de Kaliningrado.

Hasta 1900 los buques de más de 2 m de calado no podían pasar la barrera y entrar a la ciudad, y los buques mayores tenían que anclar en Pillau (ahora Baltiysk), en donde la mercancía se trasbordaba en embarcaciones más pequeñas. En 1901 se completó un canal entre Königsberg y Pillau con un coste de 13 millones de marcos, lo que permitió a los buques de más de 6,5 m de calado amarrar junto a la ciudad.
En 1996 se designó en Kaliningrado una Zona Económica Especial. Los fabricantes disponen aquí de una base de impuestos y derechos de aduana sobre las mercancías. Aunque la corrupción política fue una de las primeras causas de disuasión, la región es ahora un centro de fabricación. Uno de cada tres televisores fabricados en Rusia procede de Kaliningrado y es la sede de las plantas de automóviles BMW y Hummer. Ahora Kaliningrado dispone de importantes industrias de fabricación, transporte marítimo, pesca y los productos relacionados con el ámbar. Moscú ha declarado que convertirá a la región en "la Hong Kong de Rusia".
La Comisión Europea dispone de fondos para proyectos empresariales en virtud de su programa especial para Kaliningrado. La región ha empezado a ver un incremento del comercio con los países de la Unión Europea, así como un aumento del crecimiento económico y de la producción industrial. Con un promedio de crecimiento del PIB de más del 10% durante tres años, Kaliningrado creció en 2006 más rápidamente que cualquier otra región de Rusia, superando incluso el éxito de la Unión Europea.
Hasta 1990, la agricultura era la principal actividad económica de Kaliningrado. Al disolverse la Unión Soviética, los mercados de Moscú y San Petersburgo fueron accesibles a todo el mundo, y el 70% de los rebaños de animales en Kaliningrado tuvieron que ser destruidos. La presencia permanente de casi 250.000 tropas soviéticas durante la guerra fría significó una fuente de ingresos segura para los habitantes de Kaliningrado, pero en la actualidad solamente 20 000 efectivos militares permanecen en la región.
La inclusión de Polonia y Lituania en la Unión Europea significó el aumento de la separación económica entre Kaliningrado y el resto de Rusia. Actualmente, los ciudadanos rusos necesitan visados para viajar por tierra fuera de Kaliningrado, lo cual supone un óbstaculo para mantener el comercio con el resto de Rusia. En 2002, antes de que fuese necesario el visado para salir del óblast de Kaliningrado, solamente el 15% de las personas jóvenes habían visitado el resto de Rusia, mientras que el 80% habían visitado otros países europeos.
En 2010, el ingreso per cápita promedio eran 18 628.5 rublos o US$620 mensuales.
En el marco de la preparación para el Copa Mundial de Fútbol de 2018 fueron construidos 4 hoteles, inclusive uno de cinco estrellas: el apart-hotel Crystal House.

## Transporte

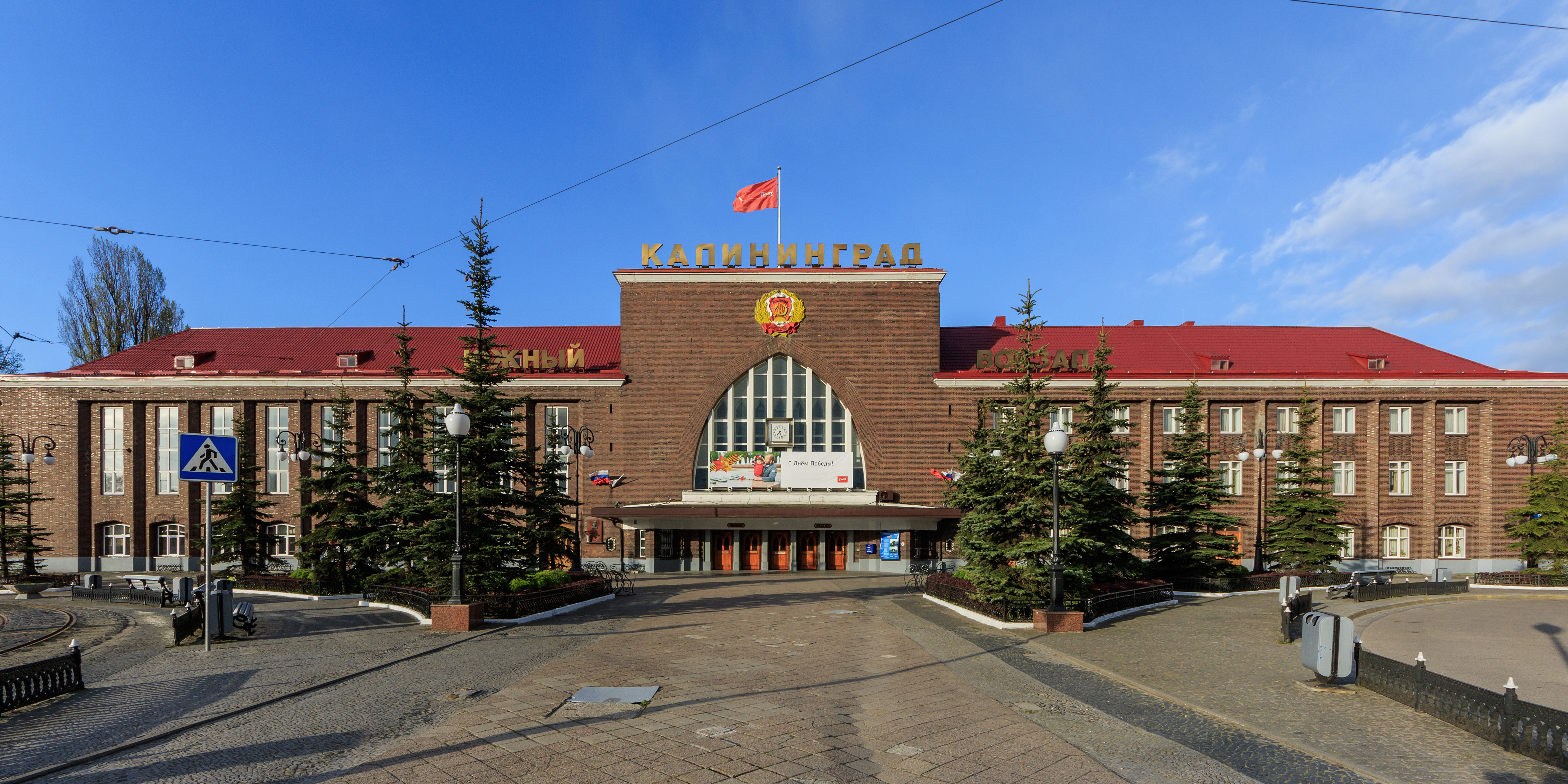
Estación de Kaliningrado.

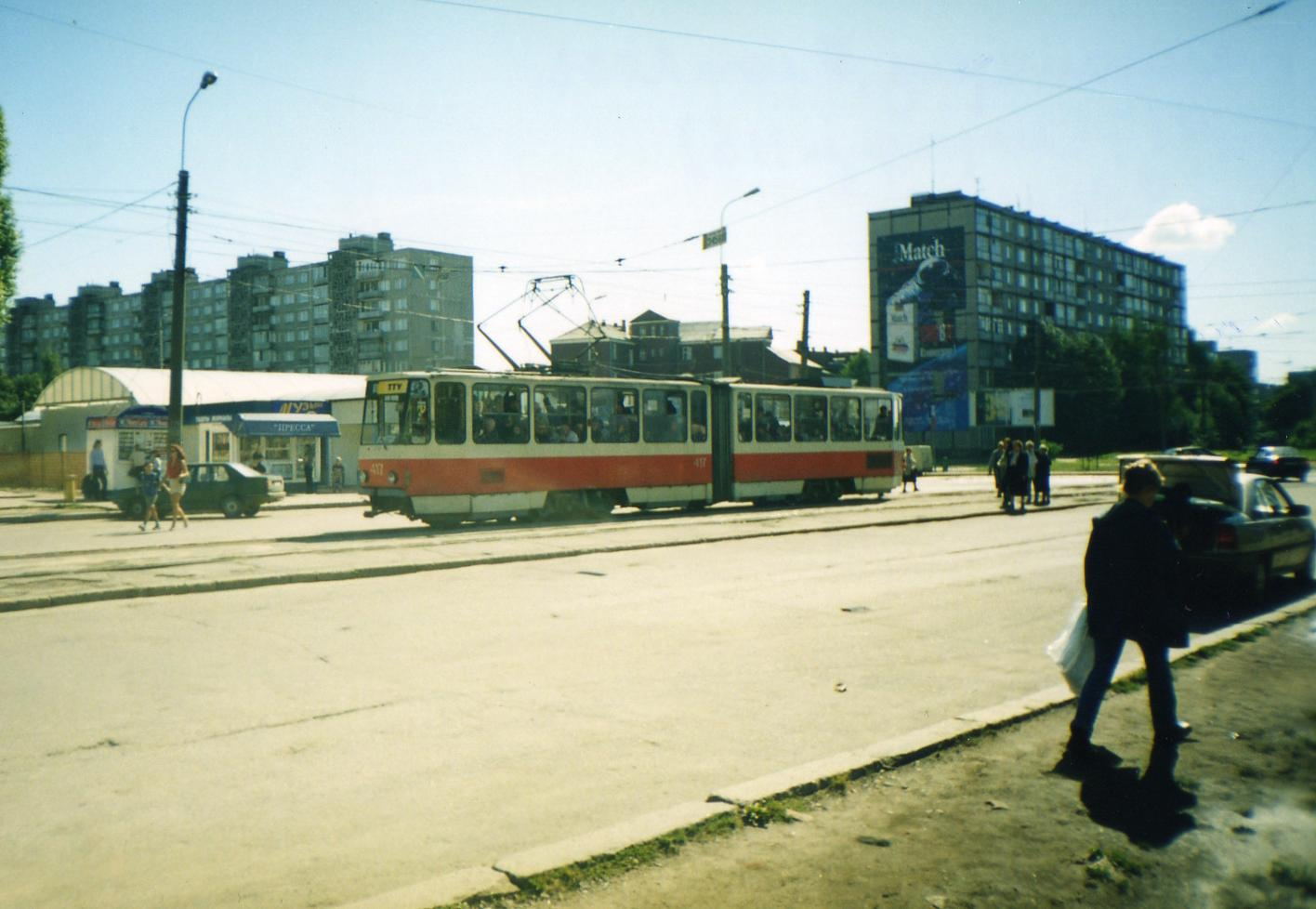
Tranvía.

El aeropuerto de Jrabrovo está situado 24 km al norte de Kaliningrado y tiene servicios a toda Europa. También hay un aeropuerto más pequeño destinado a aviación general, el aeródromo de Kaliningrado-Devau. En Kaliningrado está asimismo la base aérea naval de Chkálovsk.
El aeropuerto de Jrabrovo ofrece principalmente conexiones con Rusia, Polonia, y desde 2005 con Berlín. El aeropuerto se está ampliando para realizar servicios a Múnich, Düsseldorf y Hamburgo. Desde Baltiysk en Kaliningrado circula un transbordador a San Petersburgo y también a Copenhague, Riga y Kiel. La carretera principal que une a la ciudad con el corazón de Rusia corre paralela a las vías del tren en Chernyajovsk, Chernyshévskoye, Lituania y Bielorrusia.
La estación ferroviaria Kaliningrado Passazhirski se halla al sur de la estación principal. Desde la Estación del Norte circulan trenes de cercanías por Zelenogradsk y Svetlogorsk, y una vez al día por Sovetsk.
El 26 de mayo de 1881 se inauguró la Sociedad ferroviaria de caballos de Königsberg, el primer tranvía tirado a caballos, y el 31 de mayo de 1895 los primeros tranvías eléctricos municipales. El tráfico se cerró en enero de 1945 y se reanudó el 7 de noviembre de 1946. El trolebús funcionó del 15 de octubre de 1943 al 27 de enero de 1945. Después de treinta años de interrupción, se reanudó el 5 de noviembre de 1975. Una gran parte del transporte público de viajeros se efectúa mediante autobuses diésel.

## Educación

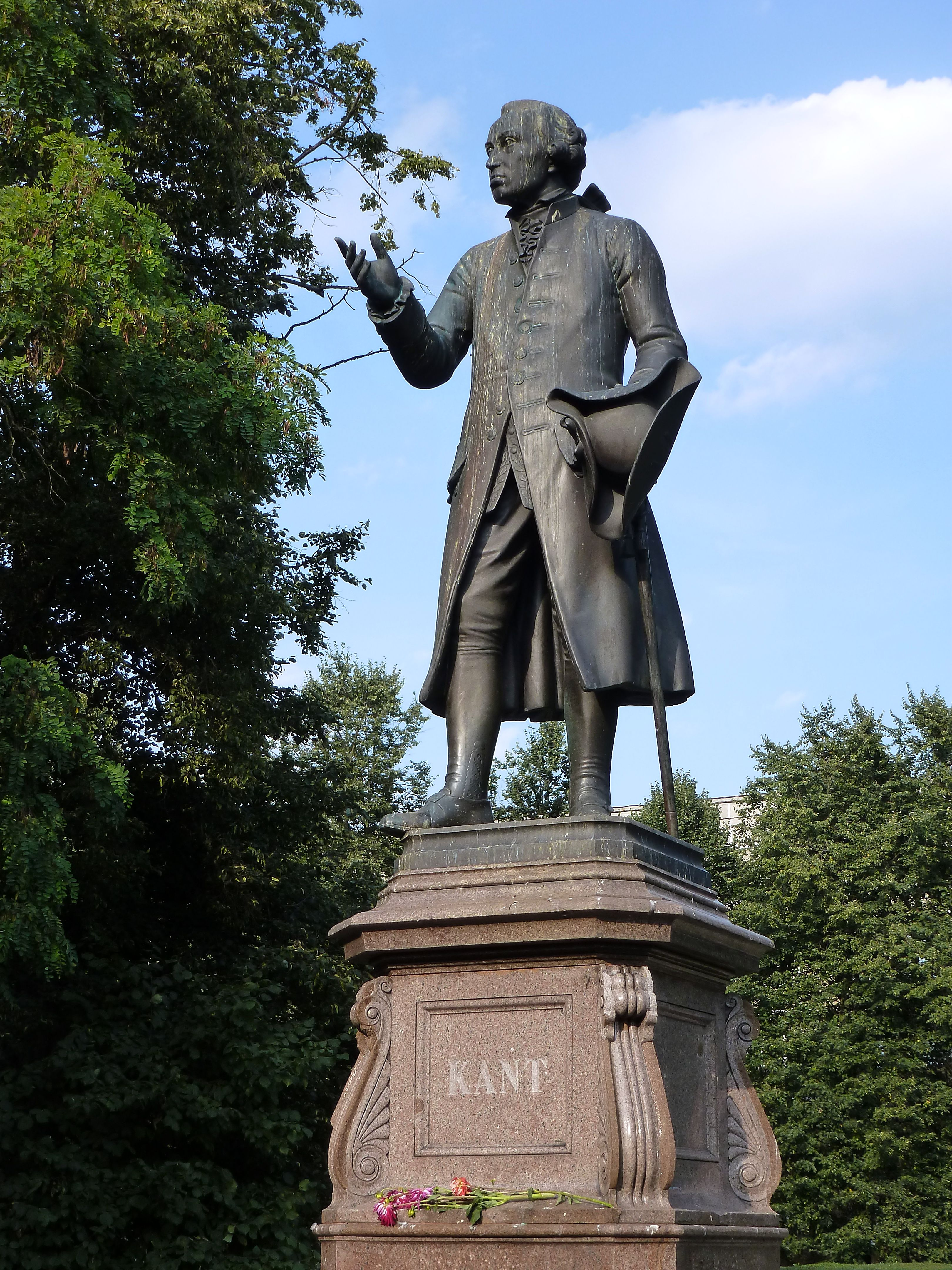
Estatua de Immanuel Kant en Kaliningrado.

Kaliningrado cuenta con varias universidades y escuelas técnicas, institutos de investigación y bibliotecas.
Universidad Estatal Immanuel Kant de Rusia
La antigua Universidad de Königsberg fue comúnmente conocida como la Albertina. Esta fue la única universidad en Prusia Oriental y estaba especialmente centrada en las matemáticas y astronomía. El campus fue dañado severamente por los bombardeos aéreos en agosto de 1944 durante la Segunda Guerra Mundial. La Albertina fue cerrada después de que Königsberg fuera tomada por el Ejército Rojo.
Después de la guerra, Königsberg fue renombrada a Kaliningrado, y el nuevo Instituto Pedagógico Estatal de Kaliningrado usó el campus de la Albertina desde 1948 hasta 1967, incluyendo el edificio principal de la Albertina, inaugurado en 1862, en el cual algunas de las estructuras originales pueden aun ser vistas en la actualidad. En 1967, el instituto recibió es estatus de universidad y pasó a ser conocida como la Universidad Estatal de Kaliningrado.
En el 2005, durante las celebraciones de los 750 aniversarios de la fundación de Königsberg, el presidente de Rusia, Vladímir Putin, el canciller Gerhard Schröder de Alemania, anunciaron que la universidad sería renombrada como Universidad Estatal Rusa Immanuel Kant, en honor a Immanuel Kant.
Otras instituciones
Otras importantes instituciones educativas en Kaliningrado, Academia Estatal de la flota pesquera del mar Báltico, el Instituto de Economía y Finanzas, el Instituto Militar marino del Báltico, una rama de la Internacional eslavas G.-R. Derschawin Universidad, una rama del Instituto Metropolitano de Humanidades, una rama del Espíritu de Moscú JPDaschkowa Instituto de la Ciencia, una rama del Instituto de Relaciones Económicas Exteriores de San Petersburgo, Economía y Derecho, el Instituto «Escuela Superior de Administración de Kaliningrado», la Academia del Ministerio del Interior de Rusia en Kaliningrado, la Escuela de Negocios Internacionales de Kaliningrado y la Universidad Técnica Estatal de Kaliningrado.

## Cultura

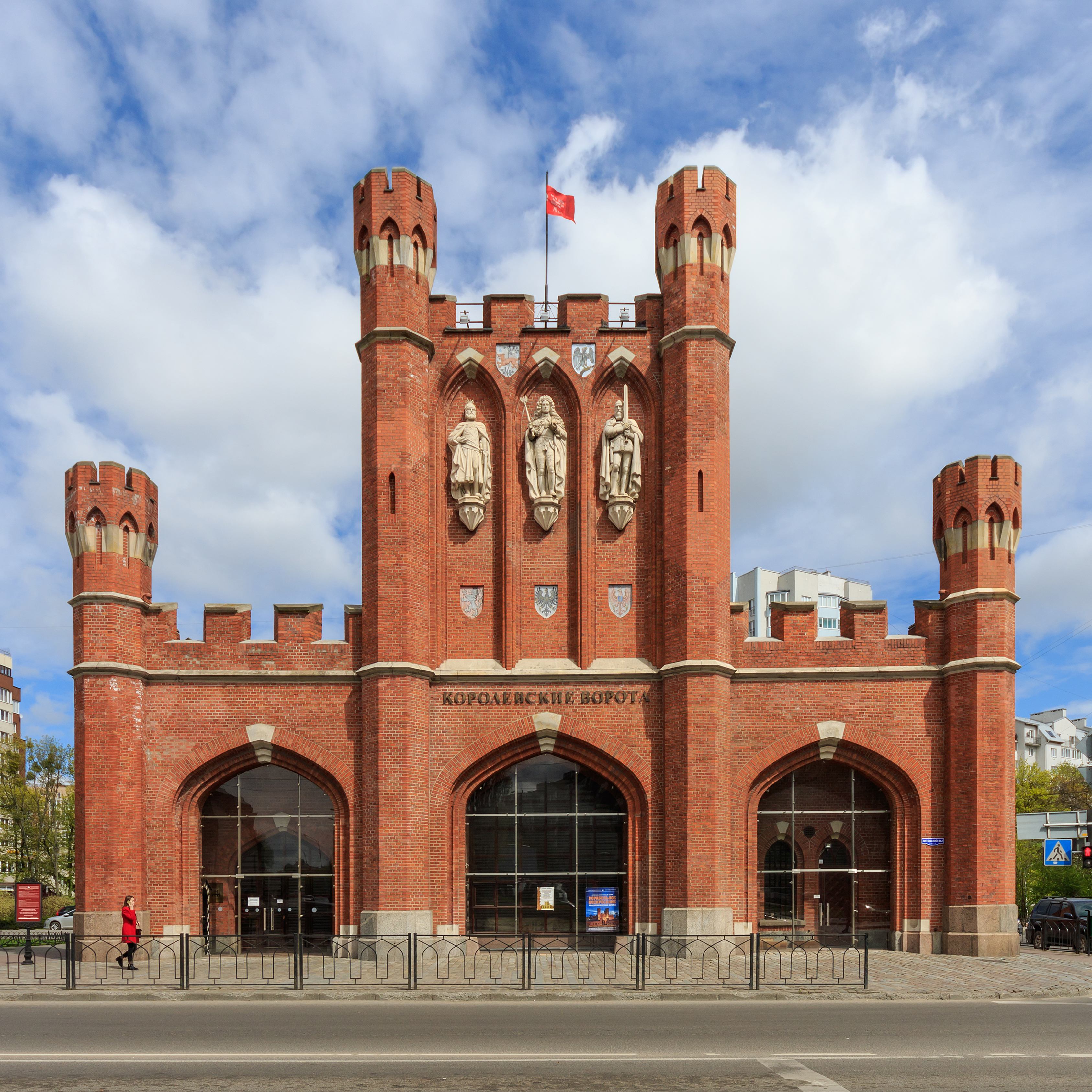
Puerta del Rey en Kaliningrado, reconstruida en 2005.

La ciudad estaba rodeada por una muralla del siglo XIX con varias puertas monumentales que daban acceso a la ciudad, entre las que destacan: la Puerta de Rosgertner (Gorodskiye vorota Rosgertnerskiye), la Torre Vrangel (Bashnia Vrangelia), la Torre del Don (Baschnia Dona), la Puerta del Rey (Korolevskiye vorota), la Puerta de Zakkhaim (Gorodskiye vorota Sakkhaimskiye), la Puerta de Fridland (Gorodskiye vorota Fridlandskiye), la Puerta de Brandeburgo (Gorodskiye vorota Brandenburskiye) y la Puerta de Friedrichsburg (Gorodskiye vorota Fridrichsburskiye).
El artículo de Leonhard Euler de 1736 sobre el rompecabezas de los Siete Puentes de Königsberg (conexión de los siete puentes por un camino simple y cerrado), fue una proposición fundamental y pionera en el campo de la teoría de grafos y la topología. Sólo dos de las estructuras de su época sobreviven.

### Edificios religiosos
Catedral de Königsberg

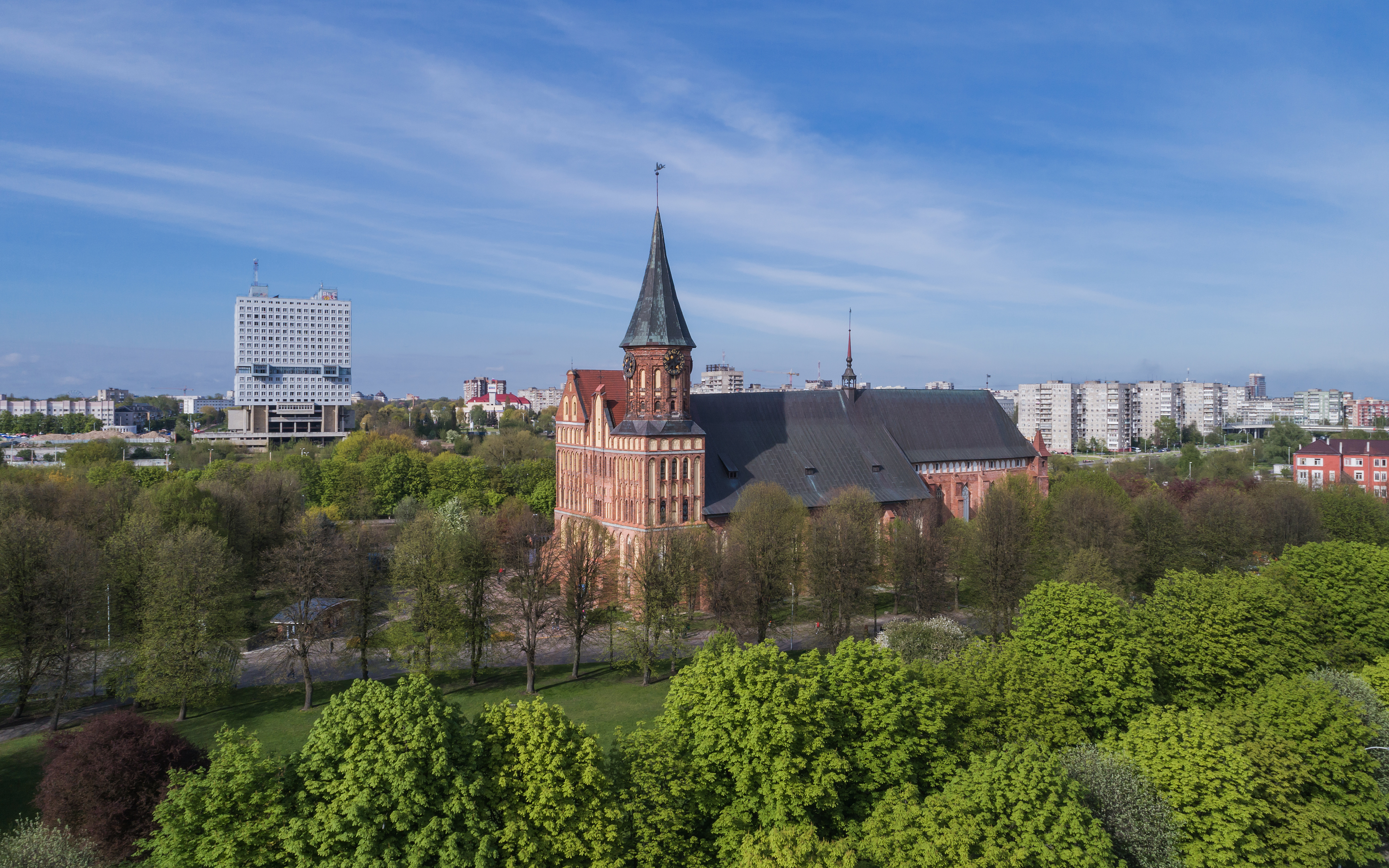
Catedral de Kaliningrado.

La Catedral de Königsberg fue mencionada en documentos históricos en 1333 y construida probablemente unos pocos años antes de esa fecha. El estilo edilicio es gótico, y la construcción continuó hasta mediados del siglo XVI; de hecho, podría considerarse que no ha sido finalizada: la torre del lado oeste nunca fue concluida.
En la torre principal se halla la famosa biblioteca Wallenrodt, donada por Martin von Wallenrodt en 1650. La iglesia contiene murales de los siglos XIV y XV y monumentos de estilo renacentista. Por ejemplo, una estatua de Alberto, duque de Prusia, hecha por Cornelio Floris de Vriendt en 1570.
La catedral fue seriamente dañada durante los bombardeos en la Segunda Guerra Mundial. Después la ciudad fue anexada a la Unión Soviética y renombrada Kaliningrado. Las autoridades soviéticas no restauraron la catedral tras la guerra. La restauración comenzó en la década de 1990.
Iglesia de Cristo el Salvador
La Catedral de Cristo Salvador es la iglesia mayor del óblast de Kaliningrado. Está situada cerca de la plaza central de la ciudad. Su diseño es una variedad moderna del estilo ruso-bizantino, que fue popular en la Rusia imperial. Tiene 70 m de altura y fue terminada en 2006.

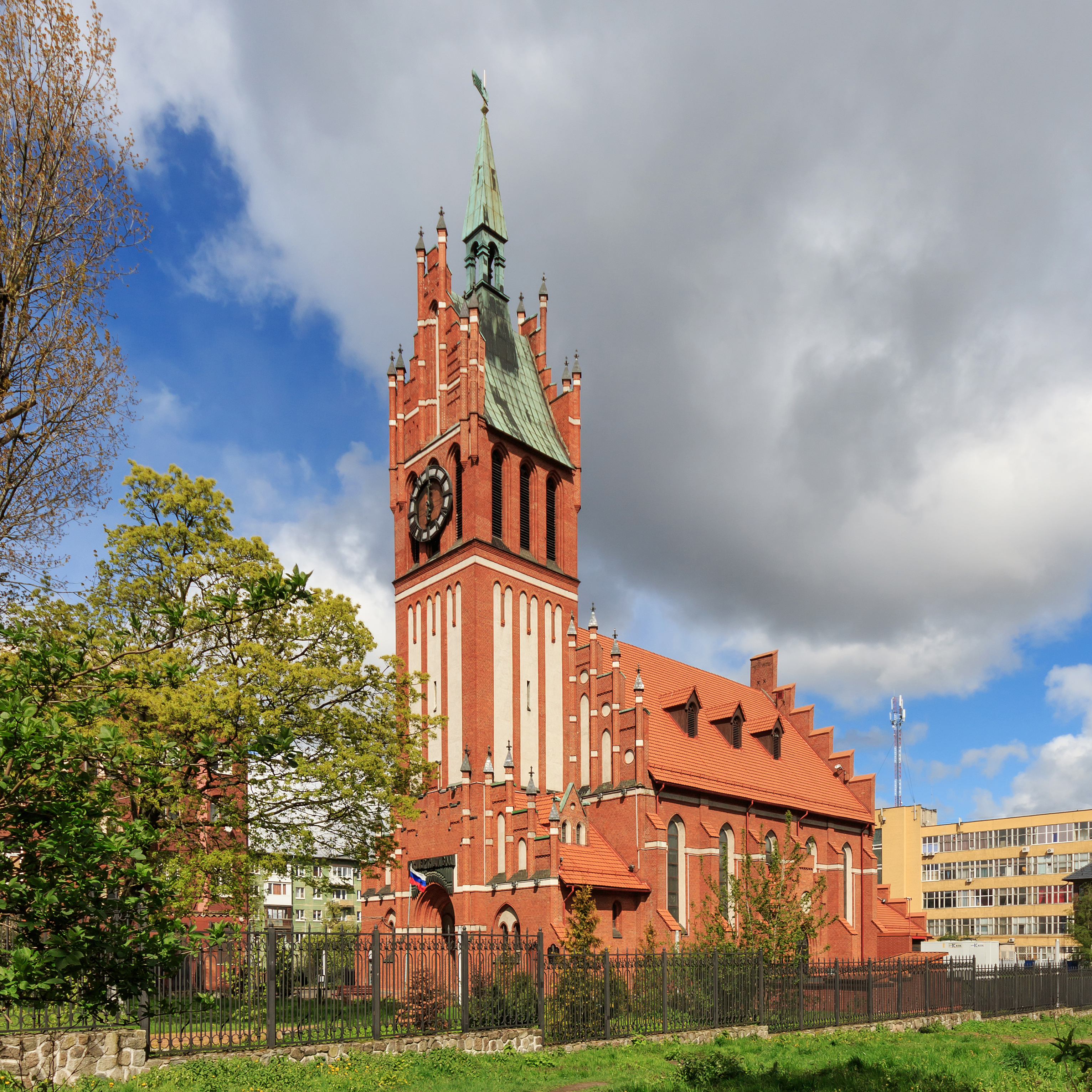
Iglesia de la Sagrada Familia.

Iglesia de la Sagrada Familia

### Museos
Museo del ámbar: fue inaugurado en 1979. Está compuesto de 28 salas en una extensión de 1000 metros cuadrados. Se pueden observar muestras únicas de ámbar del Báltico, y artesanías que se producen con este material.

Museo de Transporte Ferroviario de Kaliningrado: se encuentra detrás de la estación de autobuses en el extremo de las plataformas de ferrocarril.

Museos de arte: Museo Parque de las esculturas, Museo-Casa del artista Oleg Melekhov y el Centro Nacional de Arte Contemporáneo.

### Zoológico de Kaliningrado
El parque zoológico fue fundado en 1896 y, por lo tanto, es uno de los más antiguos de Rusia y uno de los mayores. Se extiende alrededor de 16,5 hectáreas y comprende 315 especies, con un total de 2300 animales.
Incluye plantas exóticas, como el ginkgo, así como esculturas de animales, que se pueden apreciar en la entrada al parque. En el recinto también hay edificios anteriores a la guerra y fuentes de agua.
Al final de la Segunda Guerra Mundial solamente 4 animales sobrevivieron, entre ellos el hipopótamo conocido cariñosamente como Hans o Gans en ruso.
Parque Central (Luisenwahl)
Luisenwahl se encontraba en los barrios Mittelhufen y Amalienau del noroeste de Königsberg. Aparte de la casa señorial y una avenida de tilos, la finca original también contenía forjas y casas para los jornaleros. 

### Gastronomía
Königsberger Klopse

## Deporte
La ciudad cuenta con el club de fútbol FC Baltika Kaliningrado, que juega en la Liga Nacional de Fútbol de Rusia (la segunda liga del país, por debajo de la Liga Premier). El club fue fundado el 22 de diciembre de 1954 como Pishchevik Kaliningrad. En 1958 recibió su actual nombre.
El campo central del equipo es el Estadio Baltika, que además de ser usado para partidos de fútbol se utiliza para otros deportes. La capacidad del estadio es de 14 500 personas. El nuevo Estadio de Kaliningrado comenzó su construcción en 2014 y finalizó en 2018, contando con una capacidad para 45 015 espectadores 
En 2018 fue construido el estadio «Kaliningrad Arena». Está ubicado en la isla Oktiábrski, cerca del malecón del río Stáraya Prégola. Su capacidad es de 35 000 espectadores.
Campeonato Mundial de Fútbol 2018
Kalinigrado fue una de las sedes de la Copa Mundial de Fútbol de 2018. En la ciudad se jugaron 4 partidos:
- 16 de junio, 22:00, Croacia 2-0 Nigeria
- 22 de junio, 21:00, Serbia 1-2 Suiza,
- 25 de junio, 21:00, España 2-2 Marruecos
- 28 de junio, 21:00, Inglaterra 0-1 Bélgica,

Se organizó una zona fan en la Plaza Central, frente a la Casa de los Soviets (calle Shevchenko). La capacidad del recinto para el festival es de 15 000 personas. Los hinchas pudieron ver los partidos en una pantalla grande (cerca de 120 metros cuadrados). Además, se organizó un punto de alimentación, un concierto y una zona de hospitalidad.

## Ciudades hermanas
Kaliningrado está hermanada con:
- Lichtenberg, Alemania
- Kiel, Alemania
- Rostock, Alemania
- Bremerhaven, Alemania
- Hamburgo, Alemania
- Gyumri, Armenia
- Minsk, Bielorrusia
- Goradnia, Bielorrusia
- Aalborg, Dinamarca
- Norfolk, Estados Unidos
- Turku, Finlandia
- Assen, Países Bajos
- Groninga, Países Bajos
- Cork, Irlanda
- Forlì, Italia
- Kaunas, Lituania
- Klaipėda, Lituania
- Panevėžys, Lituania
- Šiauliai, Lituania
- Elbląg, Polonia
- Olsztyn, Polonia
- Gdansk, Polonia
- Gdynia, Polonia
- Białystok, Polonia
- Toruń, Polonia
- Łódź, Polonia
- Racibórz, Polonia
- Zabrze, Polonia
- Southampton, Reino Unido
- Kalmar, Suecia

| Noroeste: Península de Sambia | Norte: Zelenograd  | Nordeste: Sovetsk   |
|                               |                    | Este: Chernyakhovsk |
|                               | Sur: Bagrationovsk |                     |